# Tomáš Poštulka
Tomáš Poštulka (* 2. Februar 1974 in Prag) ist ein ehemaliger tschechischer Fußballspieler auf der Torwartposition.

## Vereinskarriere
Poštulka begann seine Laufbahn 1980 bei Sparta Prag. Ab 1991 spielte für ein Jahr in Costa Rica bei Carmen Alajuela. Nach seiner Rückkehr spielte für einige Zeit bei den Erstligisten Dukla Praha und FK Drnovice, 1995 wechselte er zum SK Hradec Králové und gewann dort den tschechischen Pokal. Aus dieser Zeit stammt auch sein Ruf als „Elfmeter-Killer“ – er hielt jeden zweiten Strafstoß.
1997 engagierte ihn erneut Sparta Prag und gewann mit diesem Club fünf Mal in der Folge den tschechischen Wettbewerb, somit konnte er auch an den internationalen Wettbewerben Champions League und UEFA Cup teilnehmen. Zu diesem Zeitpunkt wurde er auch in die tschechische Nationalmannschaft berufen und beteiligte sich an den Ausscheidungskämpfen für die Europameisterschaft 2000.
Im Jahr 2001 verpflichtete ihn der FK Teplice. Im Jahr 2005 zog Poštulka die Aufmerksamkeit auf sich, als er für 600 Minuten ohne Gegentor blieb. Anfang 2007 kehrte er zu Sparta Prag zurück, wo er nach dem Wechsel von Jaromír Blažek zum 1. FC Nürnberg zunächst die neue Nummer eins war; später verlor er jedoch seinen Platz aber an Tomáš Grigar.
Nachdem Blažek zur Saison 2008/09 zurückgekehrt war, wechselte Poštulka zum FC Viktoria Pilsen. In der Winterpause der Saison 2009/10 wechselte Poštulka zum Zweitligisten FC Zenit Čáslav.

## Nationalmannschaft
Nach neun Einsätzen für die tschechoslowakische U-15 und U-16-Auswahl absolvierte Poštulka zwischen 1994 und 1996 sieben Spiele für die Tschechische Fußballnationalmannschaft (U-21-Männer). Sein Debüt in der A-Nationalmannschaft gab der Torhüter beim 2:1-Sieg gegen Irland am 25. März 1998 in Olmütz. Im weiteren Verlauf des Jahres kam Poštulka zu sechs weiteren Einsätzen. Sein letzter Auftritt im tschechischen Dress war der 4:1-Erfolg über die Estnische Fußballnationalmannschaft am 14. Oktober 1998 in Teplice.

## Privat
Poštulkas Vater ist der ehemalige Torwart und derzeitige Trainer Jan Poštulka.